# Phaeostigma holzingeri
Phaeostigma holzingeri is een kameelhalsvliegensoort uit de familie van de Raphidiidae. De soort komt voor in Griekenland.
Phaeostigma holzingeri werd voor het eerst wetenschappelijk beschreven door Rausch & H. Aspöck in 1993.